# Mikronézia az olimpiai játékokon
A Mikronéziai Szövetségi Államok (röviden: Mikronézia) sportolói a 2000-es első részvételük óta eddig mindegyik nyári olimpiai játékokon szerepeltek, de még nem nyertek érmet.
A Mikronéziai Nemzeti Olimpiai Bizottság 1995-ben alakult meg, a NOB 1997-ben vette fel tagjai közé.